# Der Sängerkrieg der Heidehasen
Der Sängerkrieg der Heidehasen ist ein Hörspiel und Kinderbuch des deutschen Autors und Dichters James Krüss (1926–1997).

## Inhalt
Bei den Heidehasen soll, wie jedes Jahr, der beste Sänger im Rahmen eines Wettstreits gekürt werden. Doch dieses Mal winkt anlässlich des 100. Todestages ihres Vorfahren Mümmelmann ein besonderer Preis: Die Prinzessin, Tochter von König Lamprecht dem Siebenten, gebührt dem Sieger zur Frau. Ein aussichtsreicher Kandidat ist der junge Hase Lodengrün. Aber Direktor Wackelohr, der den Wettbewerb selbst gewinnen möchte, und der Minister für Hasengesang versuchen, dessen Sieg mit allen Mitteln zu verhindern. Sie verstellen die Sonnenuhr von Lodengrün, damit dieser aufgrund seiner Verspätung vom Wettbewerb ausgeschlossen wird. Otto Lampe, der Neffe der Nachbarin, hört das Verschwörungsgespräch mit und informiert Lodengrün. Dieser schafft es gerade noch rechtzeitig zum Sängerkrieg und siegt mit seinem auf dem Weg gedichteten Lied „Als ich heute früh erwachte / fand ich meine Uhr verstellt / um fünf ganze Viertelstunden / hatte jemand mich geprellt“ über das Komplott. Wackelohr und der Minister fliehen außer Landes. Lodengrün gewinnt den Sängerkrieg und erhält die Prinzessin zur Frau.

## Veröffentlichungen
Berühmt wurde das Stück als Hörspiel, das der Bayerische Rundfunk 1952 mit u. a. Franz Muxeneder (Lodengrün), Maria Offermanns (Prinzessin), Klaus W. Krause (König Lamprecht VII.), Charles Regnier (Minister), Werner Lieven (Wackelohr, Direktor), Ernst Rothmund, Alois Maria Giani, Ingeborg Hoffmann und Klaus Havenstein (Moritatensänger) in den Sprecherrollen und Musik von Rolf Wilhelm produziert. Regie führte Hanns Cremer. Die Dauer beträgt 42 Minuten (Erstsendung am 7. September 1952).
Ebenfalls 1952 entstand eine halbstündige Hörspielproduktion beim Südwestfunk mit Paul Dättel,
Kurt Ebbinghaus, Viktor Warsitz, Wolfgang Preiss, Dirk Dautzenberg, Hans Timerding, Jutta Dieber, Sigi Küchle, Ernst Sladeck, Claire Ruegg, Gerd Beermann, Klaus Friedrich, Gudrun Gewecke und Ludwig Thiesen. Die Musik stammte von Rolf-Hans Müller, Regie führte Gerd Beermann. Die Erstsendung fand am 28. September 1952 statt.
Für die Veröffentlichung auf Schallplatte bei Ariola wurde das Hörspielskript 1958 mit teils anderen Sprechern, mit Klaus W. Krause (Lamprecht VII., König der Hasen), Ina Peters (Prinzessin des Heidehasenreiches), Charles Regnier (Minister für Hasengesang), Otto Storr (Wackelohr, Direktor), Franz Muxeneder (Lodengrün, ein junger Hase), Marianne Brandt (Frau Lodengrün, seine Mutter), Toni Treutler (Nachbarin Karline), Harry Hertzsch (Männe, ihr Gatte), Karl Kreile (Otto Lampe (Sänger)), Rolf Castell (Otto Lampe (Sprecher)), Franz Weiss (Hyazinth Löffelstein, Sänger), Fritz Rasp (Herold), Selma Urfer (Drehorgelsängerin), Klaus Havenstein (Drehorgelsänger), neu aufgenommen. Diese Fassung ist seit 1958 mehrfach auf Schallplatte und CD veröffentlicht worden. Auch die CD-Veröffentlichung von HörCompany (2005) enthält die neue Fassung von 1958, nicht die des Bayerischen Rundfunks von 1952. Die Laufzeit beträgt 33 Minuten.
1954 wurde der Stoff zusammen mit der Augsburger Puppenkiste verfilmt. Die Buchausgabe erschien erst 1972. Seit 1979 existiert zudem eine Musicalfassung von Christian Bruhn, seit 2008 eine Musiktheaterfassung des R.A.M. Kindertheater für nur zwei Schauspieler.

## Besonderheiten
Das Stück bezieht sich im Titel auf Richard Wagners Bühnenwerk Tannhäuser und den darin geschilderten Sängerkrieg auf der Wartburg. Die Handlung folgt weitgehend einem anderen Werk Wagners, nämlich den Meistersingern von Nürnberg; auch auf Lohengrin findet sich mit dem Namen Lodengrün eine Anspielung. Es ist durchaus in der Reihe der zahlreichen Parodien auf Wagners Werke zu sehen.

## Ausgaben
- James Krüss: Der Sängerkrieg der Heidehasen. Carlsen (2002). ISBN 978-3-551-35137-1 (Taschenbuch)
- James Krüss: Der Sängerkrieg der Heidehasen. Regie: Hanns Cremer. Prod.: BR, 1952. ISBN 978-3-935036-97-9 (Hörspielfassung)